# Europese Werkgroep

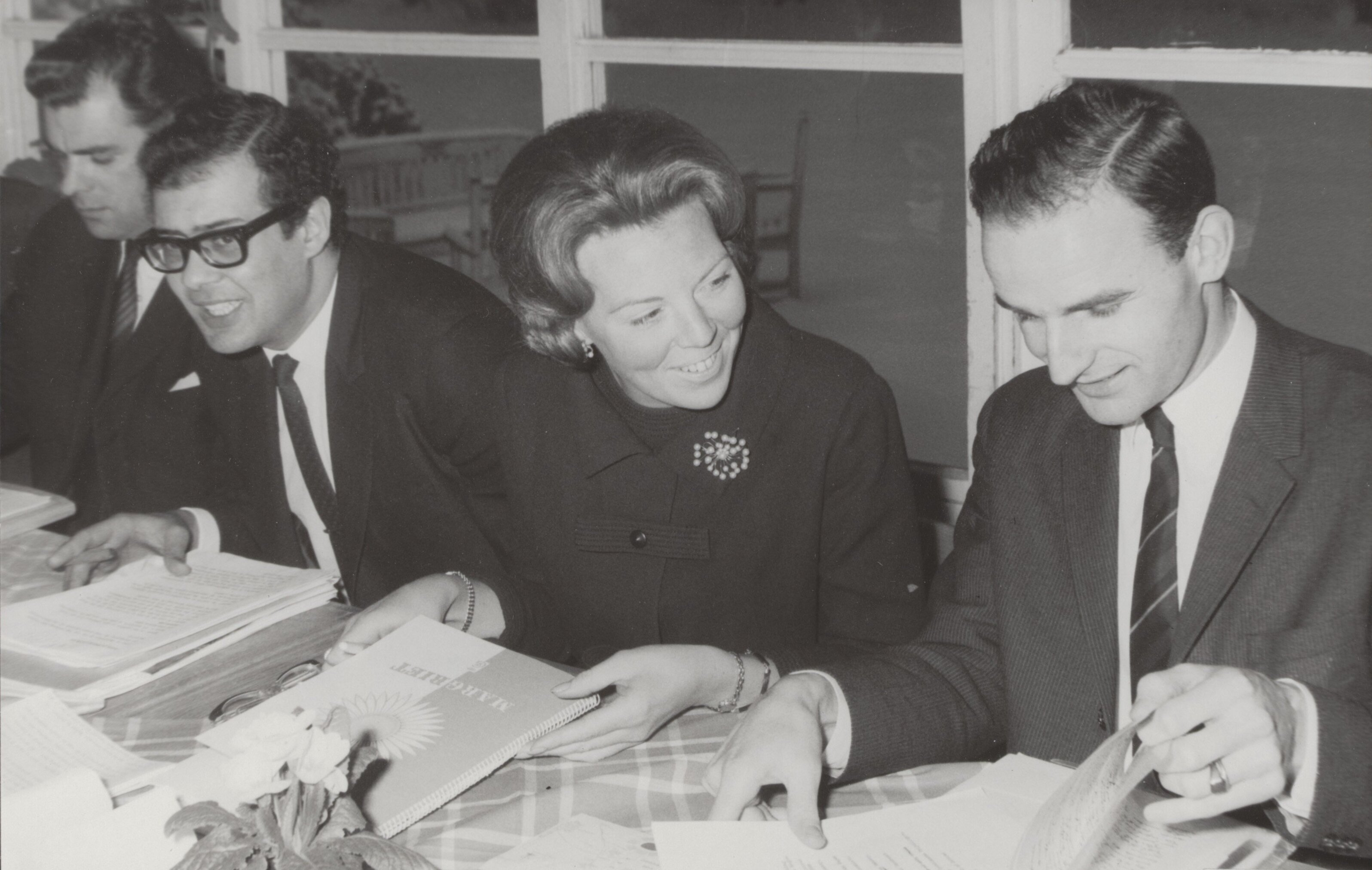
Vergadering Europese Werkgroep o.l.v. kroonprinses Beatrix

De Europese Werkgroep (EWG) werd in 1962 opgericht door kroonprinses Beatrix der Nederlanden, samen met Bas de Gaay Fortman, Laurens Jan Brinkhorst en E. de Goederen, om Europese jongeren te stimuleren samen te werken als Europeanen in dienst van de wereld. De jonge hoogleraar Frans Alting von Geusau nam als begeleider deel. De prinses wilde een bijdrage leveren aan de groei van een "Europese geest" en vond dat jongeren hier het voortouw moesten nemen.
Een jaar eerder hield prinses Beatrix haar eerste belangrijke toespraak, voor een grote vijfdaagse studentenconferentie in Toulouse van de Europese Culturele Stichting. De prinses riep Europese jongeren op in de geweldige strijd van ideologieën waarvan ze getuige zijn, verantwoordelijkheid te nemen voor een harmonische en krachtige Europese gemeenschap. Ze zouden zich niet alleen met hun "persoonlijke ideaaltje" en "eigen kleine ambitie of doel" bezig moeten houden: "een huis, een auto en later een goed pensioen". Om dit te veranderen moet de intellectuele jeugd haar traagheid afschudden. "Door actief deel te nemen, door het vormgeven aan onze gedachten in een Europese geest, bevorderen wij het scheppen van een gemeenschappelijk verantwoordelijkheidsgevoel, een Europees bewustzijn." Deze lezing kan gezien worden als een beginselverklaring van de werkgroep. Enige weken later werd via de Europese Culturele Stichting een oproep gedaan aan ruim 4000 jonge Europeanen te geloven in een toekomst van een in zijn verscheidenheid Verenigd Europa. Om gezamenlijk een organisatie op te bouwen als spreekbuis voor de komende generatie en als centrum voor gemeenschappelijke actie.
In juni 1962 werd een driedaagse bijeenkomst voor een honderdtal Europese jongeren georganiseerd in Duitsland waar de grondslagen voor de werkgroep werden gelegd. Hier werd een voorlopig Comité van Jongeren opgericht, met een secretariaat in Amsterdam.
In 1963 werd onder de naam Actie Dousadj een ondersteuningsproject opgezet voor een dorp in Iran in een gebied dat door een zware aardbeving was getroffen.Initiatiefneemsters van deze Haagse Dousadj- actie waren Marjolein van Limburg Stirum, Anna Martijn van der Does en Hélène Kemmere. Zie ook de Nieuwe Leidsche Courant van 1963, op 19 juli 1963, pagina 9. Elke avond werden de munten uit de geluksfontein in Madurodam gevist voor de opbouw van het Perzische dorp. Aan deze actie was tevens een prijsvraag verbonden, iedere Madurodam bezoeker mocht raden naar het bedrag dat de fontein zou gaan opbrengen. Wie goed had geraden kreeg een van de 50 fotoboeken van Madurodam. De actie kreeg veel media-aandacht en in heel Nederland werd geld ingezameld, van kerkkoor tot professionele voetbalclub, in totaal 800.000 gulden. In 1963 vertrokken de eerste vrijwilligers naar het dorp om te helpen bij de wederopbouw. Samen met de bewoners bouwden ze 120 huizen, een moskee, school, badhuis en een waterinstallatie. Prinses Beatrix kwam twee maal op bezoek.
Op 11 november 1963 werd de actie met een gala-avond afgesloten. In tegenstelling tot huizen die door anderen waren gebouwd zonder de bewoners erbij te betrekken, werden de huizen van de Europese Werkgroep wel bewoond - ze waren naar Mekka gericht.
Er werden in Europa meerdere groepen opgericht, onder andere in Denemarken. In 1966 belegde prinses Beatrix in vormingscentrum Veenwoude in de Lage Vuursche een driedaagse vergadering met de Deense presidente Manja Danneskiold-Samsoe.
De groep werd in 1968 opgeheven wegens gebrek aan financiële middelen. De Nederlandse regering had een eigen vrijwilligersprogramma opgezet, met Frans Alting von Geusau uit de EWG als voorman, en bood geen subsidie aan de EWG. Men was het niet eens met de lijn zich ook op het Oostblok te richten.